# اتفاقية المشتريات الحكومية

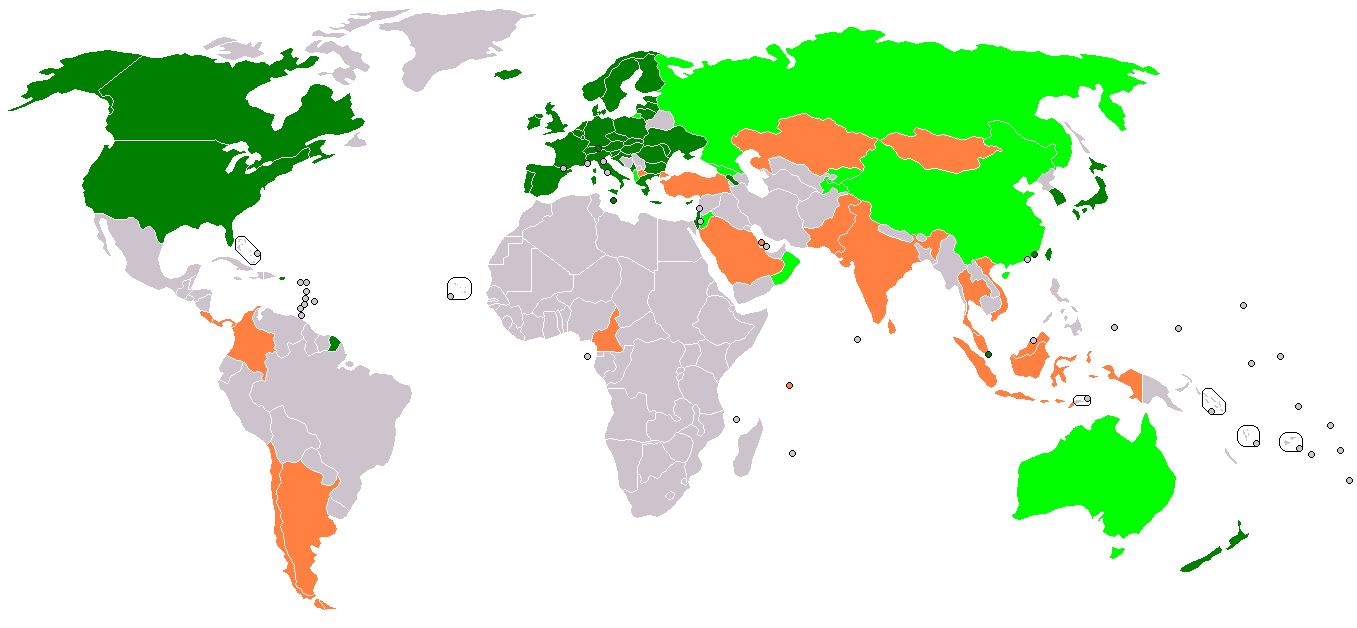

اتفاقية المشتريات الحكومية (GPA) هي اتفاق متعدد الأطراف تحت رعاية منظمة التجارة العالمية (WTO) التي دخلت حيز التنفيذ في عام 1981، ثم تم التفاوض بشأنها بالتوازي مع جولة أوروغواي في عام 1994، ودخلت حيز التنفيذ في 1 يناير 1996. وتنظم المشتريات الحكومية للسلع والخدمات من قبل السلطات العامة من طرفي الاتفاقية، على أساس مبادئ الانفتاح والشفافية وعدم التمييز.

## أطراف الاتفاقية
أعضاء منظمة التجارة العالمية التاليون هم أطرافاً في الاتفاقية:
| أطراف الاتفاقية | تاريخ الانضمام |
| --- | -------------- |
| في الاتحاد الأوروبي فيما يتعلق بألمانيا، النمسا، بلجيكا، الدنمارك، فنلندا، فرنسا، اليونان، أيرلندا، إيطاليا، لوكسمبورغ، هولندا، البرتغال، إسبانيا، السويد، والمملكة المتحدة | 1 يناير 1996   |
| إسرائيل | 1 يناير 1996   |
| اليابان | 1 يناير 1996   |
| النرويج | 1 يناير 1996   |
| سويسرا | 1 يناير 1996   |
| الولايات المتحدة | 1 يناير 1996   |
| هولندا بالنسبة إلى أروبا | 25 أكتوبر 1996 |
| كوريا الجنوبية | 1 يناير 1997   |
| هونغ كونغ، الصين | 19 يونيو 1997  |
| ليختنشتاين | 18 سبتمبر 1997 |
| سنغافورة | 20 أكتوبر 1997 |
| أيسلندا | 28 أبريل 2001  |
| الاتحاد الأوروبي فيما يتعلق بقبرص وجمهورية التشيك واستونيا والمجر ولاتفيا وليتوانيا ومالطا وبولندا وسلوفاكيا وسلوفينيا                                                      | 1 مايو2004     |
| الاتحاد الأوروبي فيما يتعلق ببلغاريا ورومانيا | 1 يناير 2007   |
| تايوان | 15 يوليو 2009  |
| أرمينيا | 15 سبتمبر 2011 |

وقد حصل الأعضاء التاليون على صفة مراقب في منظمة التجارة العالمية فيما يتعلق GPA، مع تلك التي تحمل علامة النجمة (*) التفاوض على الانضمام: ألبانيا *، الأرجنتين، أستراليا، البحرين، الكاميرون، تشيلي، الصين *، كولومبيا، كرواتيا، جورجيا *، الهند وإندونيسيا والأردن *، جمهورية قيرغيزستان *، ماليزيا، مولدوفا *، منغوليا، الجبل الأسود، نيوزيلندا *، عمان *، بنما *، الاتحاد الروسي *، المملكة العربية السعودية، وسريلانكا، تركيا، أوكرانيا * وفيتنام.